# Armagh

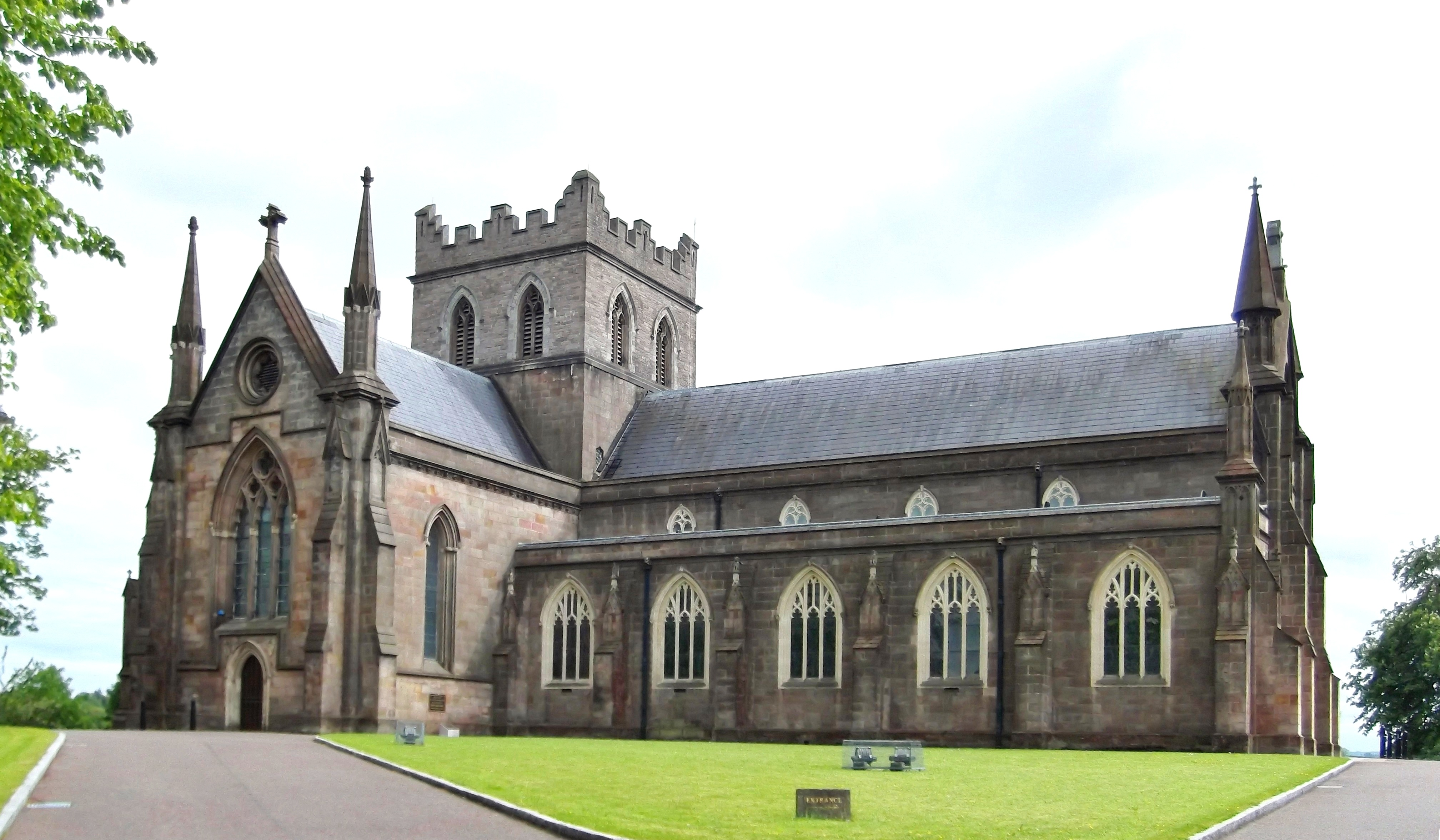
St Patrick's Cathedral (Church of Ireland)

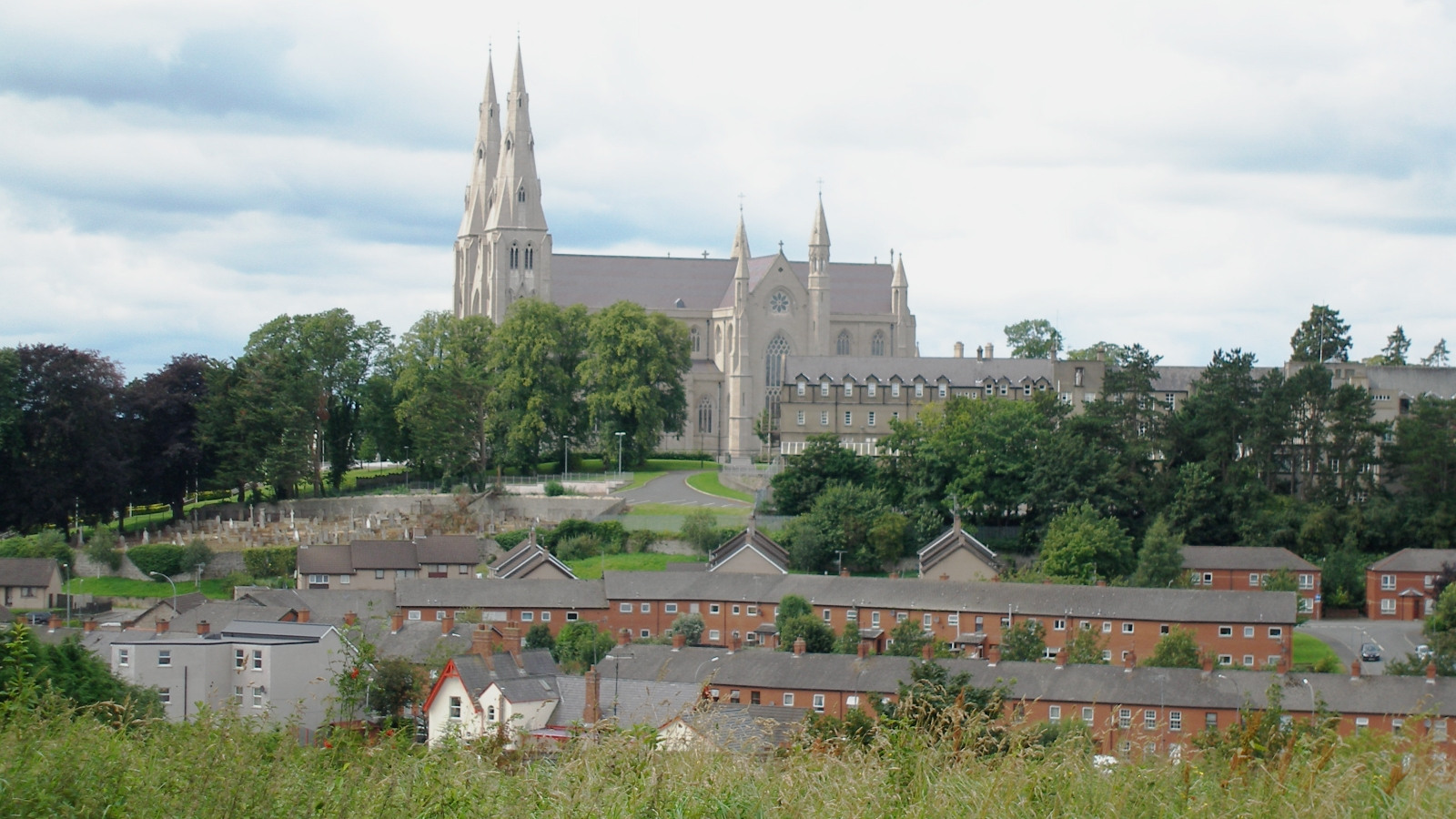
Katholische St.-Patricks-Kathedrale

Armagh ([ɑɹˈmɑː]; irisch Ard Mhacha [ard ˈwaˑxə], „Höhe der (Göttin) Macha“) ist eine Stadt in Nordirland mit dem Status einer City und Sitz der historischen Grafschaft Armagh. Sie war der Verwaltungssitz des ehemaligen Districts Armagh, der 2015 im District Armagh, Banbridge and Craigavon aufging. Armagh liegt etwa 65 km (40 Meilen) südwestlich von Belfast.

## Geschichte und Bedeutung
Armagh war die erste kirchliche Hauptstadt Irlands im 5. Jahrhundert, als das Christentum Einzug in Irland hielt. Der heilige Patrick soll Ard Mhacha im Jahr 445 gegründet haben, als er in der Gegend eine Steinkirche errichtete und diese Kirche als Hauptkirche Irlands bestimmte. Aus historischer Sicht greifbarer ist der Umstand, dass Armagh aufgrund von Hinweisen in Patricks Schriften sehr früh mit ihm fest assoziiert wurde. Das wohl um Patricks Zeit (möglicherweise wirklich von ihm selbst) gegründete Kloster von Armagh nutzte diese Assoziation in den folgenden Jahrhunderten machtpolitisch geschickt aus, wobei den Abtbischöfen dabei wohl der Umstand behilflich war, dass sich mit dem Navan Fort (Emain Macha) ein altes Machtzentrum des nördlichen Irlands in unmittelbarer geographischer Nähe befand. Durch Ansammlung von Reliquien und Begründung von Weihestätten für Patrick entstand eine unauflöslich scheinende Verbindung zwischen dem Verkünder des Christentums und dem Bischofssitz. Trotz anfänglichen ernsthaften Rivalitäten mit anderen irischen Klöstern war Armagh bereits im Frühmittelalter die unbestrittene kirchenpolitische Macht mit bedeutendem weltlichen Einfluss.
Bis heute ist Armagh daher ein religiöses und spirituelles Zentrum Irlands: Es ist sowohl der Sitz des anglikanischen als auch des römisch-katholischen Erzbischofs. Beide führen den Titel Archbishop of Armagh (Erzbischof von Armagh) und Primate of All Ireland (Primas von ganz Irland).
Im Kloster von Armagh entstand wahrscheinlich auch um 807 die Sammelhandschrift Book of Armagh, die neben lateinischen Texten auch einige der ältesten Texte in irischer Sprache enthält. Zu den lateinischen Texten gehören u. a. zwei Viten Patricks sowie weitere Schriften über ihn. Im ebenfalls im Book of Armagh enthaltenen Liber Angueli werden Patrick (und damit, nach allgemeiner Auslegung, Armagh) von einem Engel die Primasrechte über ganz Irland erteilt. Die irischsprachigen Stellen bilden die ersten erhaltenen zusammenhängenden Texte in irischer Sprache. Es handelt sich vorwiegend um Kommentare zu ausgewählten Teilen der Bibel.
Im 9. Jahrhundert hatte die katholische Kathedrale in Armagh große Reichtümer angehäuft. Für einen Heiden, der keine moralischen Bedenken hatte, eine heilige Stätte ihres Reichtums und ihrer Menschen zu berauben, bedeutete die spirituelle Bedeutung von Armagh nichts. Die Tatsache, dass die Wikinger Armagh wie eine antike Spardose behandelten (sie plünderten es innerhalb eines Monats gleich dreimal), ist ein Beweis für den großen Reichtum, den Armagh besaß. Zwischen 831 und 1013 wurde Armagh zehnmal von den Wikingern geplündert, zwei weitere Male mit Hilfe irischer Truppen. Vier Jahre lang besetzten die Wikinger die Stadt und vertrieben den Abt aus der Kirche.
Im Jahr 1004 reiste der größte irische Hochkönig, Brian Boru, in die Kirche, um am Altar ein Goldopfer darzubringen und die Kirche damit als Zentrum des irischen Christentums anzuerkennen. Zehn Jahre später wurde er, nachdem er den Wikingern die endgültige Niederlage beigebracht hatte, in der Schlacht von Clontarf getötet und auf dem Friedhof der Saint Patrick's Cathedral (heute im Besitz der anglikanischen Church of Ireland)  begraben.
Am 12. Juni 1889 ereignete sich nahe Armagh das so genannte Armagh rail disaster, ein Eisenbahnunglück, bei dem über 80 Menschen, meist Schulkinder, getötet wurden.

## Religion
Die Konfessionen sind in Armagh so verteilt: 71,2 % der Bevölkerung gehören der römisch-katholischen Kirche an, 25,5 % sind Protestanten, überwiegend Mitglieder der anglikanischen Church of Ireland. 3,3 % gehören einer anderen oder keiner Glaubensgemeinschaft an.
Das römisch-katholische Erzbistum Armagh umfasst auch Gebiete, die zur Republik Irland gehören, die anglikanische Diözese Armagh beschränkt sich auf das Gebiet von Nordirland. Die Oberhäupter beider Bistümer/Diözesen sind Erzbischof von Armagh und Primate of All Ireland (Primas von ganz Irland). Auch die jeweiligen Kathedralen sind beide dem irischen Nationalheiligen St. Patrick geweiht.

## Sehenswürdigkeiten
- Die St Patrick’s Cathedral der Church of Ireland stammt aus dem Jahr 1268 und wurde 1834 restauriert. Sie steht auf dem Hügel, auf dem der Heilige Patrick 445 die erste Kirche gebaut haben soll.[7]
- Die römisch-katholische St.-Patricks-Kathedrale im neogotischen Stil wurde im Jahr 1840 begonnen und 1904 geweiht. Sie ist eine der größten Kirchen Irlands.

## Politik

### Stadtrat
- SF: 15
- SDLP: 1
- Alliance: 4
- Unabh.: 1
- UUP: 6
- DUP: 13
- TUV: 1

Der Stadtrat "besteht" aus den Städten Armagh, Banbridge und Craigavon. Wird umgangssprachlich aufgrund der Anfangsbuchstaben auch ABC Rat (Council) genannt.

## Sonstiges
In Armagh befindet sich eine Außenstelle der Queen’s University of Belfast sowie eine Sternwarte (Armagh Observatory) mit Planetenweg.
Das Frauengefängnis Armagh spielte im Nordirlandkonflikt eine besondere Rolle. Es ist seit 1986 geschlossen, die ab 1780 errichteten Gebäude stehen seit 1975 unter Denkmalschutz.

## Söhne und Töchter der Stadt
- Malachias (1094/95–1148), christlicher Heiliger
- John Farrell (1820–1873), Bischof von Hamilton in Ontario
- James Colebrooke Patterson (1839–1929), kanadischer Politiker
- Charles Wood (1866–1926), Komponist
- Cecil Lavery (1894–1967), Attorney General of Ireland (Generalstaatsanwalt) und Richter am Supreme Court
- Robert d’Hooghe (1903–1987), belgisch-deutscher Verleger, Buch- und Kunsthändler sowie Journalist und Kritiker
- Christopher Vokes (1904–1985), kanadischer Generalmajor
- Patrick Magee (1922–1982), Schauspieler
- Ian Paisley (1926–2014), protestantischer Pfarrer und Politiker
- Jim Nicholson (* 1945), Politiker der Ulster Unionist Party (UUP)
- Seamus McGarvey (* 1967), Spielfilm-Kameramann und Musikvideo-Regisseur
- Brian Kirk (* 1968), Film- und Fernsehregisseur
- Colin Morgan (* 1986), Schauspieler